# 北住炯一
北住 炯一（きたずみ けいいち、1943年11月12日-　）は、ドイツ政治史学者、名古屋大学名誉教授。
仙台生まれ。1967年京都大学法学部卒、1971年名古屋大学大学院法学研究科西洋政治史専攻博士課程満期退学、1991年「近代ドイツ官僚国家と自治 社会国家への道」で名古屋大学法学博士。名大助手、愛知学院大学専任講師、助教授、教授、名古屋大学法学部教授、2007年定年退官、名誉教授、愛知学院大学総合政策学部教授。1991年東京市政調査会藤田賞受賞。 

## 著書
- 『近代ドイツ官僚国家と自治 社会国家への道』成文堂 1990
- 『ドイツ・デモクラシーの再生』晃洋書房 1995

### 翻訳
- G.A.リッター『社会国家 その成立と発展』木谷勤、後藤俊明、竹中亨、若尾祐司共訳 晃洋書房 1993

## 参考
- 北住炯一教授略歴(二〇〇七年三月末日現在)[含 業績年譜] (北住炯一教授退職記念論文集) 名古屋大学法政論集 2007-04
- 『現代日本人名録』